# NGC 1104
NGC 1104 est une galaxie lenticulaire barrée, entourée d'un anneau et située dans la constellation de la Baleine. NGC 1104 a été découverte par l'astronome prussien Heinrich d'Arrest en 1864.

## Caractéristiques
Sa vitesse par rapport au fond diffus cosmologique est de fond diffus cosmologique est de 6 920 ± 15 km/s, ce qui correspond à une distance de Hubble de 92,8 ± 6,5 Mpc (∼303 millions d'al).